# Mitrophrys ansorgei
Mitrophrys ansorgei là một loài bướm đêm trong họ Noctuidae.